# Gioco ripetuto
In teoria dei giochi, un gioco ripetuto (o gioco iterato) è un gioco, usualmente rappresentato in forma estesa, che consiste in un certo numero di ripetizioni di un qualche gioco base (chiamato stage game). 
Spesso il gioco base è uno dei giochi a due giocatori più studiati. I giochi ripetuti rendono l'idea che un giocatore deve prendere in considerazione l'impatto della sua azione attuale sulle azioni future di altri giocatori. Nei giochi ad informazione incompleta, le scelte fatte da un giocatore trasmettono informazioni sulle sue caratteristiche, contribuendo a formare la cosiddetta reputazione del giocatore.
Può essere dimostrato, sotto opportune condizioni, che ogni strategia che ha un guadagno superiore al payoff di minimax può essere un equilibrio di Nash: questo risultato è noto come folk theorem.